# Isorchis manteri
Isorchis manteri är en plattmaskart. Isorchis manteri ingår i släktet Isorchis och familjen Haploporidae. Inga underarter finns listade i Catalogue of Life.